# SK Motorlet Praha

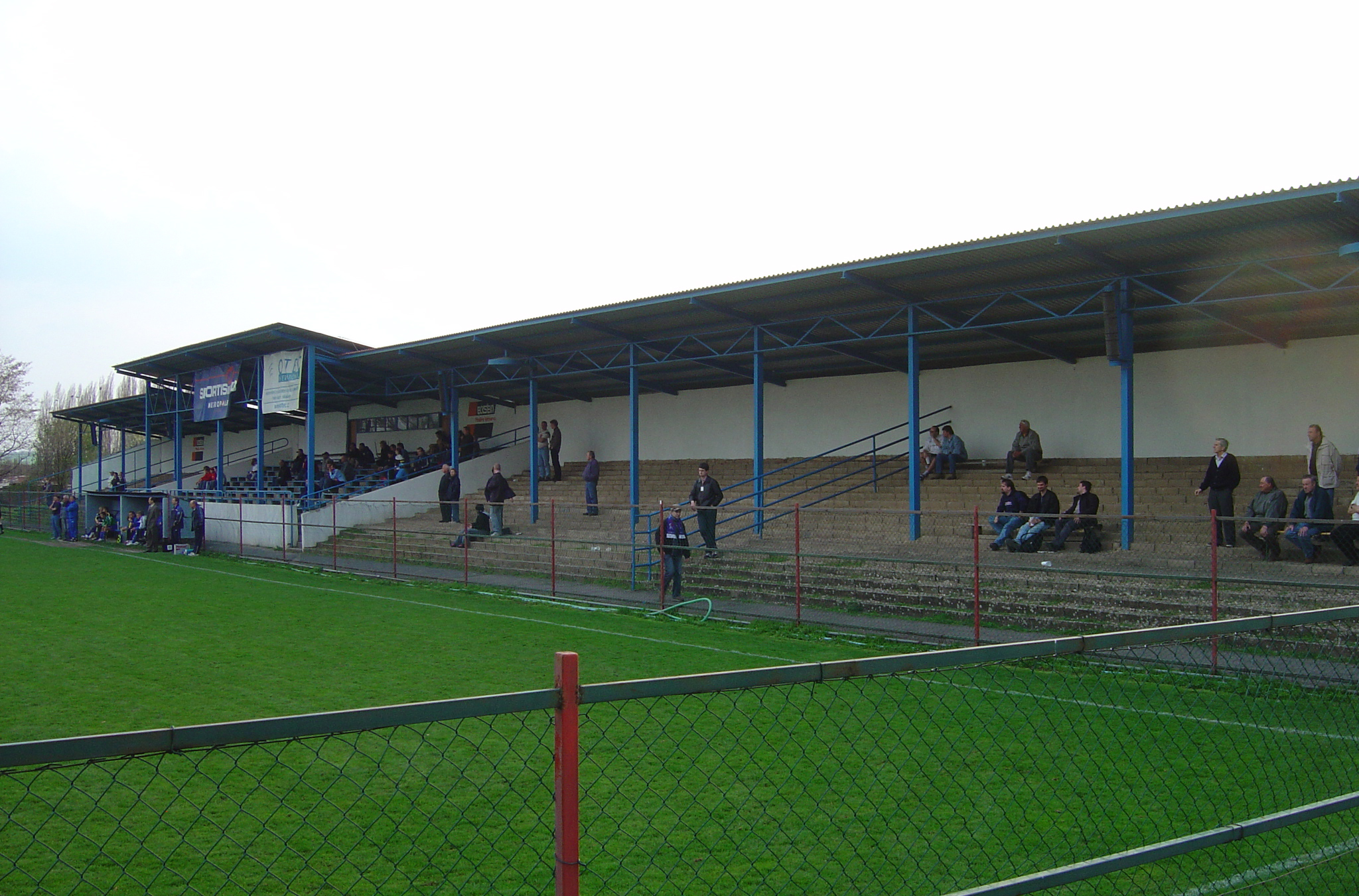
stadion Motorletu v Jinonicích

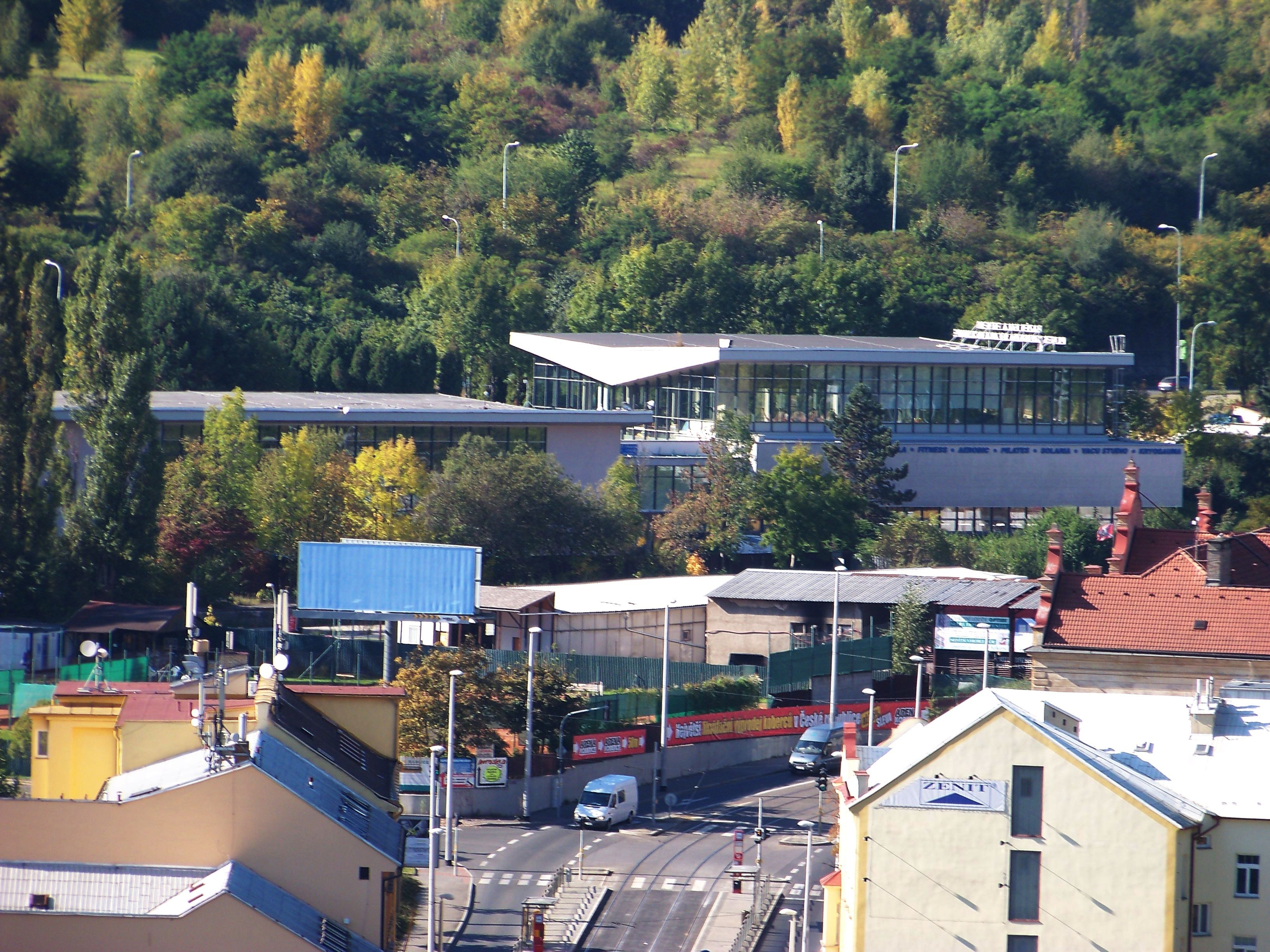
plavecký stadion Radlice

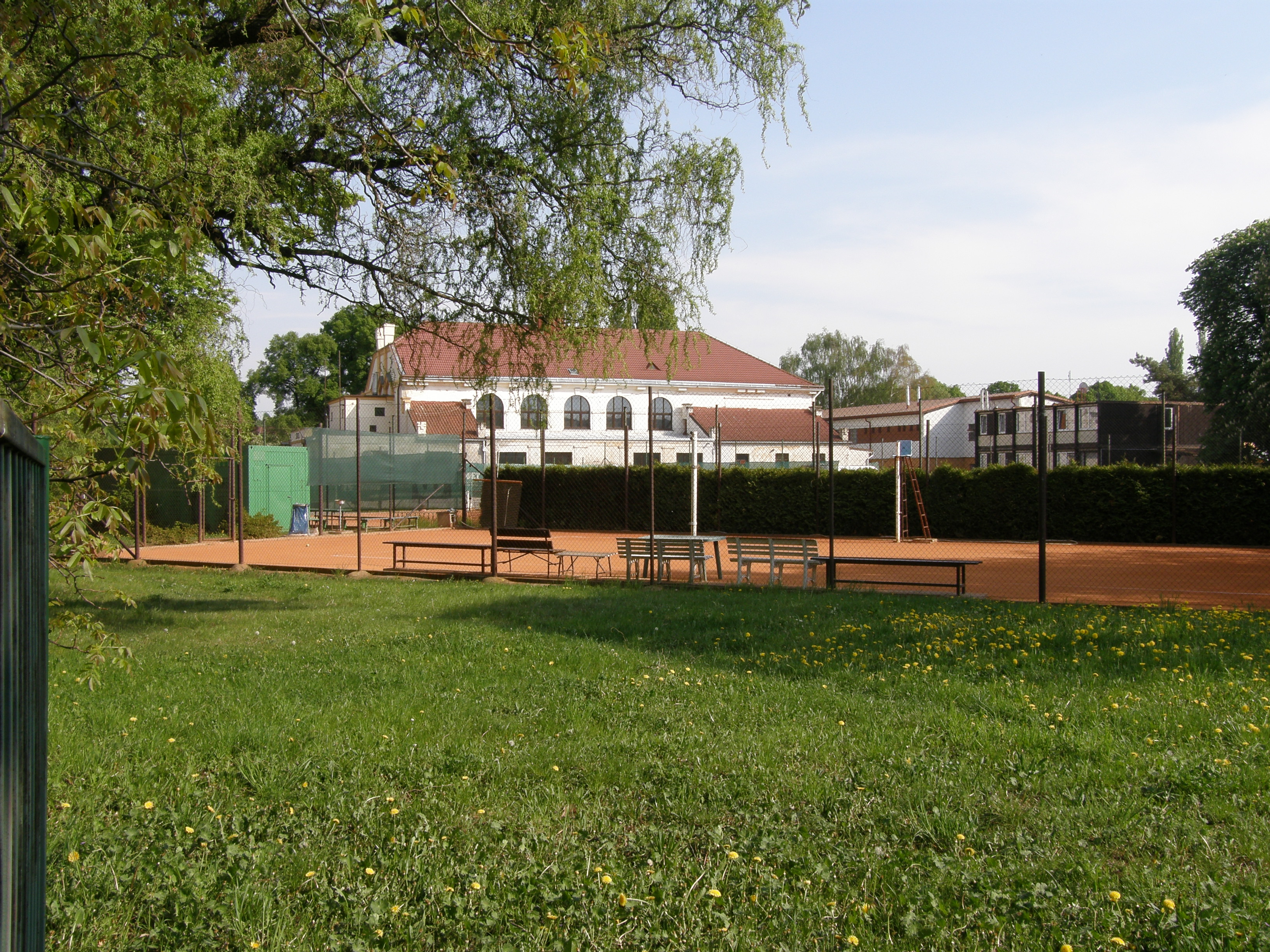
sokolovna a areál SK Motorlet Jinonice

SK Motorlet Praha je sportovní klub z Prahy. Založen byl v roce 1912 pod názvem SK Butovice. V současné době sdružuje oddíly fotbalu, moderní gymnastiky a plavání.

## Oddíly

### Fotbal
Fotbalový oddíl byl založen v roce 1912. Největším úspěchem oddílu byla účast v 1. československé lize, kterou hrál v sezóně 1963/1964.
Mimo nejvyšší divizi hrál klub v letech 1983–84 v České národní lize, která byla tehdy druhou nejvýznamnější fotbalovou divizí v Československu.
V létě 2010 byla z SK Motorlet převedena členská práva v ČMFS na FC Motorlet, spol. s r.o. Do nově vzniklého subjektu, který je plně vlastněn občanským sdružením SK Motorlet, přestoupila většina hráčů z fotbalového oddílu. Oddíl fotbalu SK Motorlet od té doby registruje jen trenéry a nejmladší žáky. V současnosti[kdy?] hraje ČFL skupinu A.

### Hokej
Při sjednocení tělovýchovy byl do Motorletu sloučen I. ČLTK Praha a oddíl hokeje odehrál pod hlavičkou jednoty sezony 1951/1952, 1952/1953, 1953/1954, 1956/1957, 1954/1955, 1955/1956, 1956/1957, 1957/1958 a 1964/1965 v tehdejší nejvyšší soutěži - Československé hokejové lize. Po revoluci se I. ČLTK Praha od Motorletu opět oddělil a hokejové mužstvo zaniklo v roce 1998.

### Šach
Oddíl šachu byl ve sportovním klubu do 11. listopadu 2014. Při jeho zániku přestoupil zbytek členů do Šachového klubu Smíchov.

## Bývalé názvy
- 1912 - Sportovní kroužek Butovice
- 1913 - Sportovní klub Butovice
- 1930 - SK Praha XVII
- 1948 - Sokol Jinonice
- 1949 - Sokol Šverma Jinonice
- 1953 - DSO Spartak Praha Motorlet
- 1969 - TJ Motorlet Praha
- 199? - SSK Motorlet Praha
- 1994 - FC Patenidis Motorlet Praha (název pouze oddílu fotbalu)
- 2000 - SK Motorlet Praha
- 2011 - FK Motorlet Praha (název pouze oddílu fotbalu)